# Alexander Cone
Alexander Cone är en kulle i Antarktis. Den ligger i Östantarktis. Australien gör anspråk på området. Toppen på Alexander Cone är 1 978 meter över havet, eller 128 meter över den omgivande terrängen. Bredden vid basen är 0,86 km.
Terrängen runt Alexander Cone är platt åt sydost, men åt nordväst är den kuperad. Trakten är obefolkad. Det finns inga samhällen i närheten.